# Nehrim: At Fate's Edge
『Nehrim: At Fate's Edge』は、ベセスダ・ソフトワークスの The Elder Scrolls IV: Oblivion を全面的に改造 (トータルコンバージョン) し、ドイツ人のチーム SureAI が4年以上もかけて開発した mod。 2010年6月9日にドイツ語版に続き、2010年9月11日に英語版がリリースされた。

## 開発とゲームプレイ
トータルコンバージョン Mod として  Nehrim は、ゲームの別の側面を注視かつ再設計したことにより完全に Oblivion から分離している。Oblivion がファストトラベルのシステムとプレイヤーに合わせてレベルアップする敵がいるのに対し、Nehrim はファストトラベルのオプションを除去している。代わりに teleportation rune (テレポーテーションルーン) を使用したスペルベースのテレポーテーションシステムと、プレイヤーの成長に依存しない固定されたレベルの敵を導入している。他に Oblivion から脱却した機能には、Oblivion のスキルベースのレベリングのアプローチの代わりに、伝統的なXPベースのレベリングシステムを含んでいる。Nehrim は The Elder Scrolls シリーズとは、固有の種族、ストーリー、伝承など、完全に異なる世界を舞台にも設定している。
このゲームは 12人のチームが中心となって開発され、50人以上のプロの声優と、テストとさまざまな仕事をこなした数人のボランティアがサポートした。
NPCの見た目を良くする "Ren's Beauty Pack" や 高解像度のテクスチャを利用できる "Qarl's Texture Pack" のような、過去に開発された Oblivion の Mod も使用して作られている。

## 世界

### 種族
Nehrim には3つのプレイ可能な種族と2つのプレイ不可能な種族が存在する。
プレイ可能
Alemanne
Nehrim の支配的な種族。Oblivion の種族 Imperial (インペリアル) に似ている。
Normanne
少数民族だが広範囲に行き渡っている種族。Oblivion の 種族 Nord (ノルド) に似ている。
Half-Aeterna
程度の差はあるが、ファンタジーの設定でハーフエルフに相当する種族。魔法の才能があり、それを理由に迫害されているが、純粋な Aetherna よりも少数。

プレイ不可能
Aeterna
伝統的なファンタジーの設定でエルフに相当する。魔法に関して類まれな才能があり、それを理由に迫害されている。
Star people
伝統的なファンタジーの設定でドワーフに相当するが、登場しない。地下に住み、よそ者を疑っている。

## 評判
PC PowerPlay はこのゲームを10点中9点とレビューし、「Nehrim は単なるModではない。これは The Elder Scrolls V を計画しているベセスダ・ソフトワークスが上回るべき水準点だ」と評している。
Nehrim は 2010年に Mod DB の "Best Singleplayer Mod" と認められた。 2008年には同じく Mod DB で "Best Upcoming Mod" にノミネートもされた。 PC Gamer US は2010年に Nehrim を "Mod of the Year" として授与した。 GameFront は2010年に Nehrim を他の7つの Mod と一緒に "Best Mods of the Year" のセレクションに 厳選した。

## 他のModとの併用
The Elder Scrolls IV: Oblivion から完全に独立しているものの、Modファイルの性質上、Oblivion に対応している Mod のうち、Nehrim に利用可能なものも存在する。そのMod がマスターファイル Oblivion.esm に依存していない esp ファイル、または独自のマスターファイルを持たないModであれば、Nehrim にも対応できる可能性があるというものである。Mod開発者の中には、Oblivion と Nehrim 両方に対応したModを開発している者もいる。1万件以上ものマスターリストに登録されている複数のModのロード順を自動的に変更し、互換性がないModどうしには警告を与えるツール Better Oblivion Sorting Software (BOSS) にも180以上のModが対応している。

## 日本語版
日本語版は Nehrim 公式ウェブサイトの日本語のページからリンクされているが、その実態は、英語またはドイツ語版のファイルを日本語化するパッチとして提供されている。